# ۱۹۷۰

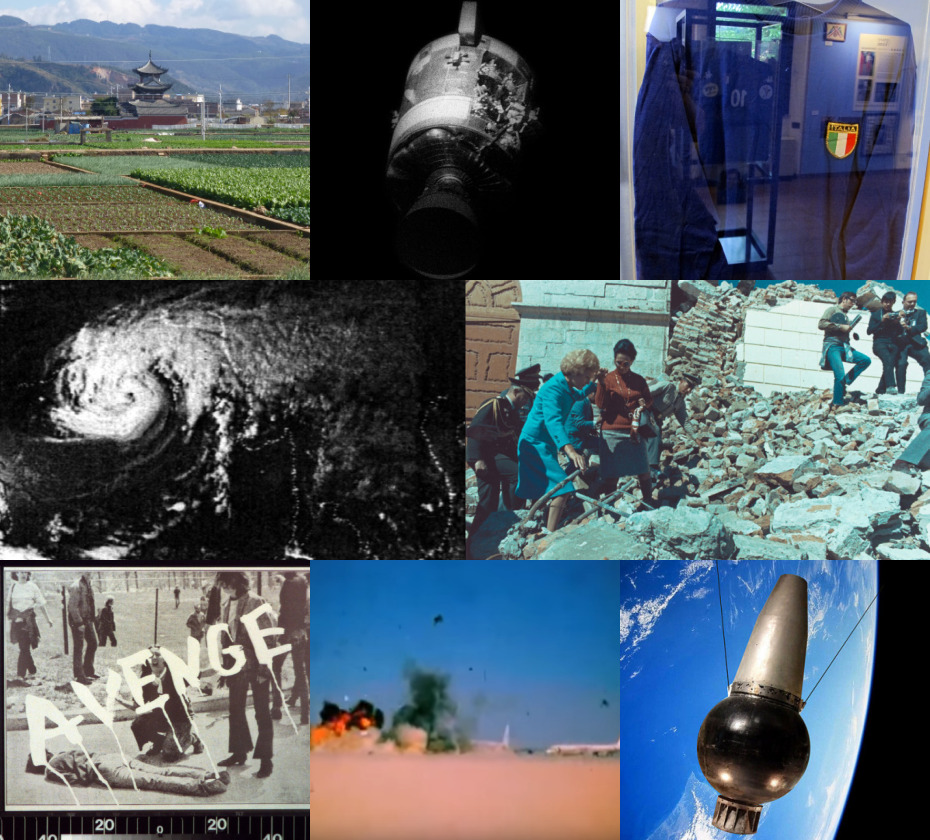

سال ۱۹۷۰ (هزارونهصدوهفتاد) میلادی، نخستین سال از دههٔ ۱۹۷۰ در سدهٔ ۲۰ میلادی بود. بر اساس تقویم گریگوری، سال مذکور یک سال عادی با ۳۶۵ روز بود. در تقویم هجری شمسی، سال ۱۹۷۰ از ۱۱ دی‌ماه ۱۳۴۸ شروع شد و در ۱۰ دی‌ماه ۱۳۴۹ خاتمه یافت.

## نامگذاری‌ها
در تقویم چینی، از ۶ فوریهٔ ۱۹۷۰ تا ۲۶ ژانویهٔ ۱۹۷۱ سال سگ نام گرفته‌است.

## رویدادها
- ۱ فوریه - سانحهٔ قطار در بوئنوس آیرس آرژانتین و کشته شدن ۱۴۲ نفر
- ۲۲ فوریه - استقلال کشور گویان
- ۵ مارس - پیمان‌نامه منع گسترش سلاح‌های هسته‌ای با امضای ۴۳ کشور رسماً عملیاتی شد.
- ۳۱ مه - آغاز جام جهانی فوتبال در مکزیک
- ۱۳ نوامبر - به قدرت رسیدن حافظ اسد در سوریه به‌دنبال کودتای نظامی

## زادروزها
- ۲۹ آوریل – آندره آغاسی تنیس‌باز مشهور
- ۷ ژوئن – کافو فوتبالیست مشهور برزیلی
- ۱۲ ژانویه – زک د لا روچا، خواننده ـ ترانه‌سرا، موسیقی‌دان، گیتاریست، و خوانندهٔ آمریکایی
- ۲۴ ژانویه – متیو لیلارد، صداپیشه، بازیگر، و کارگردان آمریکایی
- ۳۰ ژانویه _ کریستوفر نولان تهیه‌کننده و کارگردان سرشناس آمریکایی
- ۳۱ ژانویه – مینی درایور، تهیه‌کننده، خواننده ـ ترانه‌سرا، بازیگر، خواننده، و ترانه‌سرا بریتانیایی
- ۱۷ مارس – دارن کندی، دوچرخه‌سوار اهل بریتانیا
- ۱۸ مارس – کویین لطیفه، خواننده ـ ترانه‌سرا، موسیقی‌دان، بازیگر، صداپیشه، و آهنگساز آمریکایی
- ۲۸ مارس – وینس وگن، تهیه‌کننده، فیلمنامه‌نویس، و بازیگر آمریکایی
- ۱۵ آوریل – فلکس الکساندر، بازیگر آمریکایی
- ۱۹ آوریل – لوئیس میگوئل، خوانندهٔ مکزیکی
- ۲۱ آوریل – نیکول سالیوان، بازیگر، فیلمنامه‌نویس، تهیه‌کننده، و صداپیشهٔ آمریکایی
- ۲۸ آوریل – دیه‌گو سیمئونه، بازیکن فوتبال و مربی فوتبال آرژانتینی
- ۳۰ آوریل – خالد ارگنچ، بازیگر اهل ترکیه
- ۱۶ مه – گابریلا ساباتینی، بازیکن تنیس و ورزشکار آرژانتینی
- ۱۷ مه – جردن نایت، خوانندهٔ آمریکایی
- ۱۸ مه – تینا فی، تهیه‌کننده، فیلمنامه‌نویس، بازیگر، نویسنده، و صداپیشه آمریکایی
- ۲۲ مه – نائومی کمبل، بازیگر، خواننده، و مدل بریتانیایی
- ۲۷ مه – جوزف فینز، صداپیشه و بازیگر بریتانیایی
- ۵ اوت – جیمز گان (فیلم‌ساز)، فیلمنامه‌نویس، بازیگر، نویسنده، و کارگردان آمریکایی
- ۶ اوت – ام. نایت شیامالان، بازیگر، فیلمنامه‌نویس، تهیه‌کننده، نویسنده، و کارگردان آمریکایی
- ۱۷ اوت – جیم کوریه، بازیکن تنیس و ورزشکار آمریکایی
- ۲۹ اوت – یاکو التینگ، بازیکن تنیس هلندی
- ۵ سپتامبر – لیام لینچ (نوازنده)، موسیقی‌دان، گیتاریست، و کارگردان آمریکایی
- ۱۶ سپتامبر – جان دن برابر، دوچرخه‌سوار اهل هلند
- ۲۰ سپتامبر – گرت فرهین، بازیکن فوتبال بلژیکی
- ۲۱ سپتامبر – سامانتا پاور، نویسنده، ژورنالیست، و دیپلمات آمریکایی
- ۲ اکتبر – کلی ریپا، مجری تلویزیونی و بازیگر آمریکایی
- ۱۴ اکتبر – دانیلا پشتووا، مدل اهل جمهوری چک
- ۲۵ اکتبر – آدام گلدبرگ، بازیگر آمریکایی
- ۳۱ اکتبر – لین برگرن، خوانندهٔ سوئدی
- ۶ نوامبر – ایتن هاک، فیلمنامه‌نویس، بازیگر، نویسنده، و کارگردان آمریکایی
- ۱۳ نوامبر - لاله سحرخیزان ، خَیّر ، همسر اول ناصر محمدخانی و قربانی جنایت میدان کتابی تهران
- ۱۵ نوامبر – پاتریک ام‌بوما، بازیکن فوتبال کامرونی
- ۱۶ نوامبر – مارتا پلیمپتن، بازیگر آمریکایی
- ۱۸ نوامبر – پیتا ویلسون، بازیگر و مدل استرالیایی
- ۱ دسامبر
  - مت سانچز، روزنامه‌نگار و بازیگر پورنوگرافی اهل ایالات متحده آمریکا
  - سارا سیلورمن، بازیگر، کمدین، و خوانندهٔ آمریکایی
- ۴ دسامبر – کوین سوسمن، بازیگر آمریکایی
- ۹ دسامبر – کارا دیوگاردی، موسیقی‌دان و خوانندهٔ آمریکایی
- ۱۱ دسامبر – ارکان پِتِکایا (ارکان پته‌کایا)، بازیگر ترکیه‌ای.
- ۱۵ دسامبر – مایکل شنکس، بازیگر کانادایی
- ۲۵ دسامبر – امانوئل آمونیکه، بازیکن فوتبال اهل نیجریه

### تاریخ نامشخص
- عبدالرحمان الحماد، بازرگان اهل عربستان سعودی

## درگذشت‌ها
- ۸ ژوئن - آبراهام مزلو روانشناس آمریکایی
- ۲۸ سپتامبر - جمال عبدالناصر رئیس‌جمهور مصر
- ۸ نوامبر - شارل دو گل رئیس‌جمهور فرانسه
- ۹ دسامبر - آرتیوم میکویان از بنیانگذاران شرکت هوافضایی میگ
- ۱ ژانویه – آلفرد لاوک پارسون، فیزیک‌دان و شیمی‌دان بریتانیایی (ز. ۱۸۸۹)
- ۵ ژانویه – ماکس برن، فیزیک‌دان آلمانی (ز. ۱۸۸۲)
- ۲۴ فوریه – کنراد نیگل، بازیگر آمریکایی (ز. ۱۸۹۷)
- ۱۶ مارس – تامی ترل، خوانندهٔ آمریکایی (ز. ۱۹۴۵)
- ۲۶ مارس – پاترشیا الیس، بازیگر آمریکایی (ز. ۱۹۱۶)
- ۳۰ مارس – هاینریش برونینگ، سیاست‌مدار آلمانی (ز. ۱۸۸۵)
- ۶ آوریل – موریس استوکس، بازیکن بسکتبال و ورزشکار آمریکایی (ز. ۱۹۳۳)
- ۱۶ آوریل – ریچارد نویترا، معمار اتریشی (ز. ۱۸۹۲)
- ۲۵ آوریل – آنیتا لوئیس، بازیگر آمریکایی (ز. ۱۹۱۵)
- ۲۶ آوریل – جیپسی روز لی، بازیگر آمریکایی (ز. ۱۹۱۱)
- ۲۷ آوریل – آرتور شیلدز، بازیگر ایرلندی (ز. ۱۸۹۶)
- ۲۸ آوریل – اد بگلی، بازیگر آمریکایی (ز. ۱۹۰۱)
- ۱۲ مه – نلی زاکس، شاعر و نویسنده آلمانی (ز. ۱۸۹۱)
- ۱۴ مه – بیلی برک، بازیگر آمریکایی (ز. ۱۸۸۵)
- ۷ ژوئن – ادوارد مورگان فورستر، نویسنده بریتانیایی (ز. ۱۸۷۹)
- ۶ ژوئیه – مارجوری رامبئو، بازیگر آمریکایی (ز. ۱۸۸۹)
- ۱۴ ژوئیه – پرستون فاستر، بازیگر آمریکایی (ز. ۱۹۰۰)
- ۲۷ ژوئیه – آنتونیو ده الیویرا سالازار، اقتصاددان و سیاست‌مدار پرتغالی (ز. ۱۸۸۹)
- ۱۸ سپتامبر – جیمی هندریکس، خواننده ـ ترانه‌سرا، موسیقی‌دان، آهنگساز، گیتاریست، و خوانندهٔ آمریکایی (ز. ۱۹۴۲)
- ۴ اکتبر – جنیس جاپلین، خواننده ـ ترانه‌سرا، موسیقی‌دان، خواننده، و آهنگساز آمریکایی (ز. ۱۹۴۳)
- ۱۰ اکتبر – ادوار دالادیه، سیاست‌مدار فرانسوی (ز. ۱۸۸۴)
- ۹ نوامبر – شارل دو گل، سرباز و سیاست‌مدار فرانسوی (ز. ۱۸۹۰)
- ۲۱ نوامبر – سی وی رامان، فیزیک‌دان هندی (ز. ۱۸۸۸)
- ۲۷ نوامبر – هلن مدیسون، شناگر و ورزشکار آمریکایی (ز. ۱۹۱۳)
- ۱۵ دسامبر – ارنست مارزدن، فیزیک‌دان بریتانیایی (ز. ۱۸۸۹)
- ۲۳ دسامبر – شارلی روگلز، بازیگر آمریکایی (ز. ۱۸۸۶)